# Uhuru
Uhuru va ser el primer satèl·lit artificial llançat específicament per a l'astronomia de raigs X. També es coneix com el X-ray Explorer Satellite, SAS-A (per a "Small Astronomy Satellite" A, sent la primera de la sèrie SAS de tres naus espacials), SAS 1, o Explorer 42. l'observatori va ser llançat el 12 de desembre de 1970 en una òrbita inicial d'uns 560 km d'apogeu, 520 km de perigeu, 3 graus d'inclinació, amb un període de 96 minuts. La missió va finalitzar al març de 1973. Uhuru va ser una missió d'exploració, amb un període de rotació de ~ 12 minuts. Es va realitzar el primer estudi exhaustiu de tot el cel de fonts de raigs X, amb una sensibilitat de prop de 0,001 vegades la intensitat de la Nebulosa del Cranc.